# Groß Fredenwalde

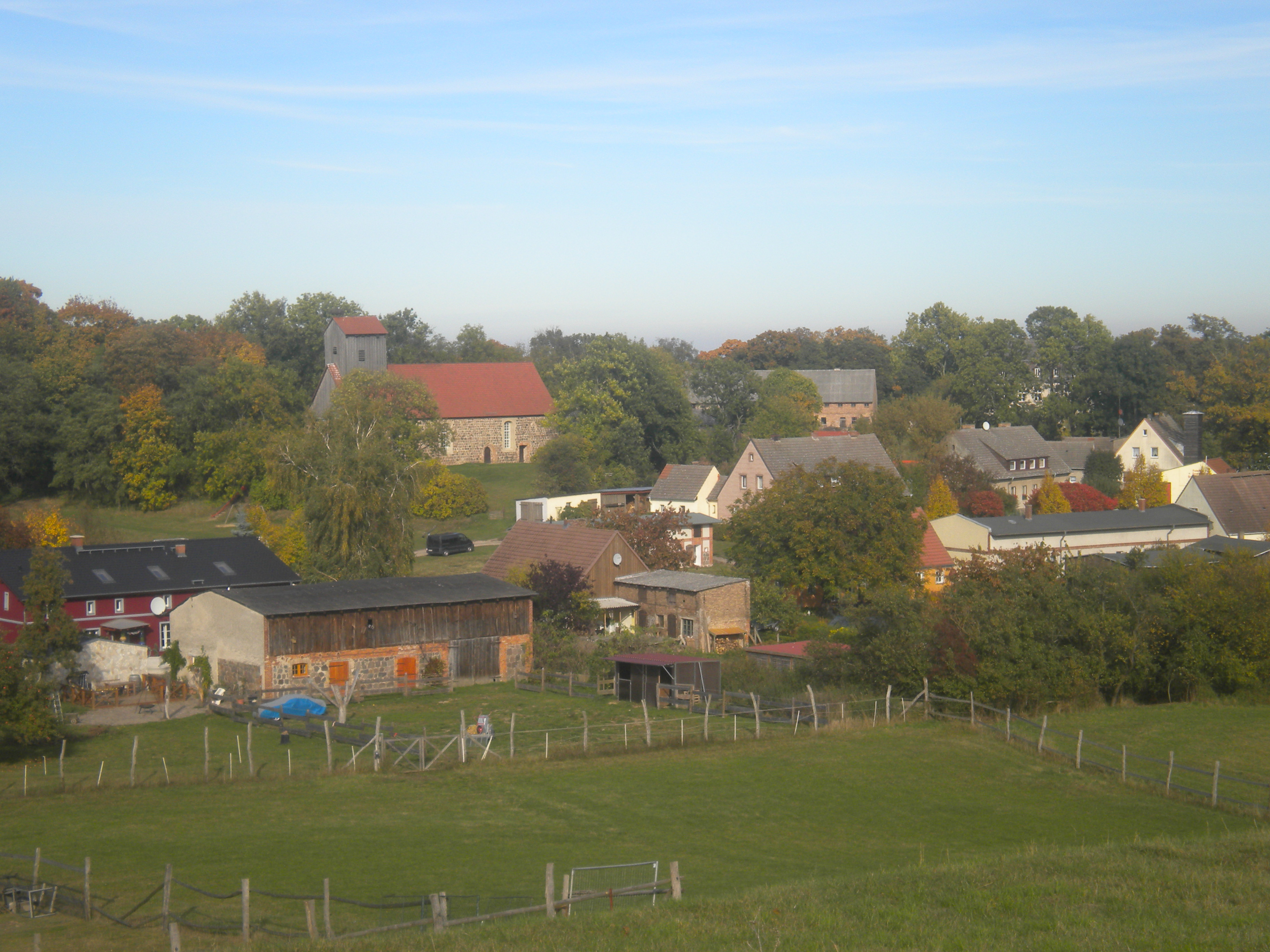
Blick auf Groß Fredenwalde im Herbst

Groß-Fredenwalde ist ein Ortsteil der Gemeinde Gerswalde (mit 131 Einwohnern) im Landkreis Uckermark, im Norden von Brandenburg (Deutschland). Es ist umschlossen vom Biosphärenreservat Schorfheide-Chorin. In ungefähr vier Kilometer Entfernung geht der Radfernweg Berlin–Usedom vorbei. Der Wallpfad um den Oberuckersee läuft durch das Dorf. Im Jahr 2001 wurde die damalige Gemeinde Groß-Fredenwalde mit anderen kleineren Gemeinden (Friedenfelde, Kaakstedt und Kronhorst) in die Gemeinde Gerswalde eingemeindet.

## Ortsname
Heute gibt es zwei Deutungen zur Herkunft des Ortsnamens. Die eine sagt, der Name bedeute „frei von Wald“, die zweite argumentiert, es hieße „Friedenswald“. Beide Deutungen leiten sich vom Mittelhochdeutschen „Vredewolde“ ab.

## Geografie

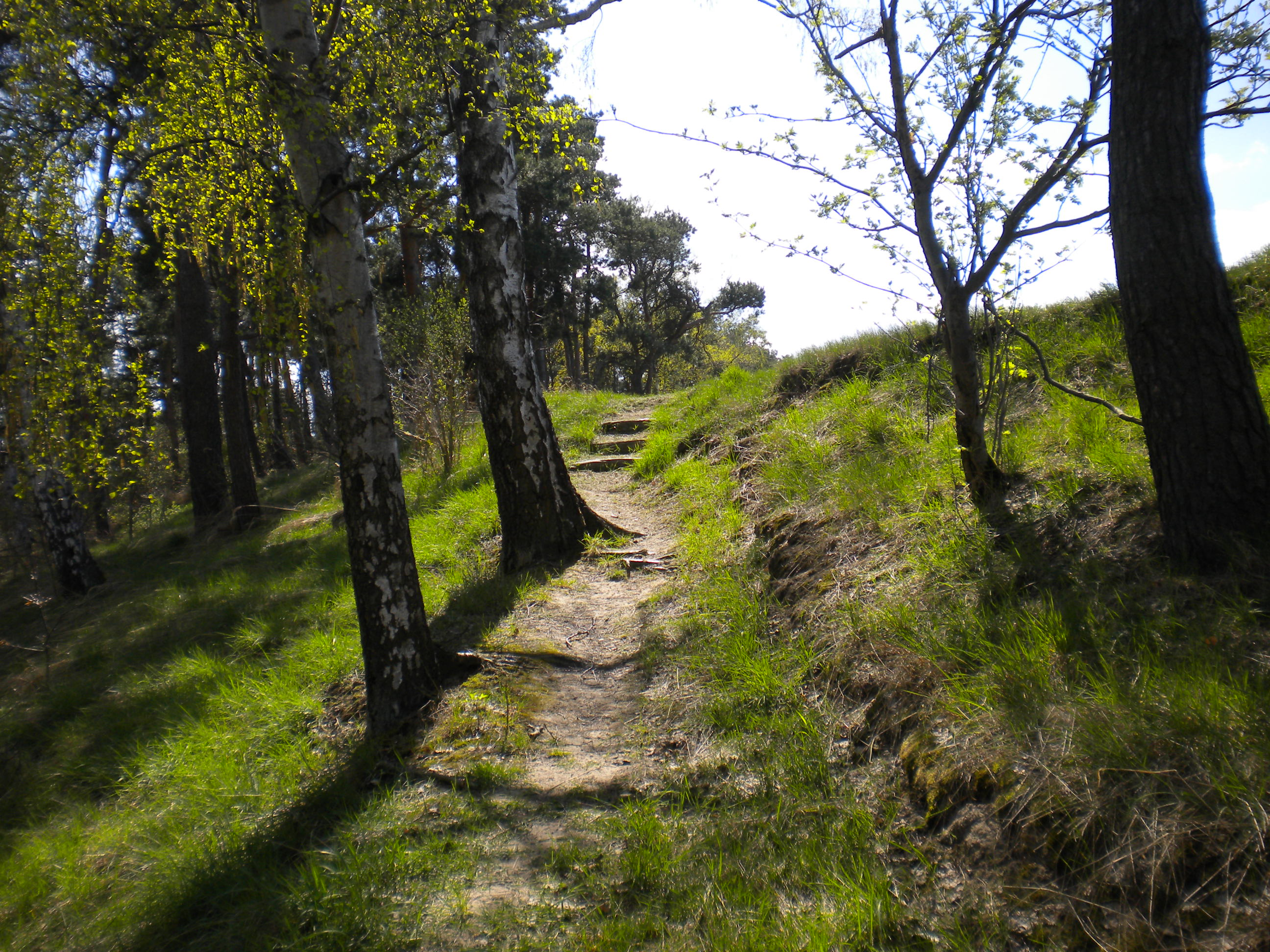
Weg zum Weinberg in Groß Fredenwalde

Die Landschaft um Groß-Fredenwalde ist ein Ergebnis der letzten Eiszeit, ein typisches Endmoränengebiet. Der Weinberg ist mit 111 Meter über NN die höchste Erhebung der Umgebung.

## Geschichte

### Vor- und Frühgeschichte
Anfang der 1960er Jahre wurde auf dem Weinberg der mesolithische Bestattungsplatz von Groß-Fredenwalde als Begräbnis- und vermutlich auch als Kultstätte aus der Mittelsteinzeit (ca. 7000 v. Chr.) entdeckt. Neben Werkzeugen und Schmuck wurden dort mindestens sieben bestattete Personen (drei Erwachsene und vier Kinder) gefunden. Im September und Oktober 2012 sowie 2014 fanden Grabungen unter der Leitung des Archäologen Thomas Terberger auf dem Weinberg statt. Dabei wurden Tierzahnanhänger sowie andere Grabbeigaben gefunden. Außerdem wurden zwei Sensationsfunde gemacht. In einem Grab wurde ein junger Mann ca. 5000 v. Chr. auf ungewöhnliche Weise bestattet. Er wurde aufrecht stehend in eine tiefe Grube mit Steinmessern als Beigabe eingebracht. Nachdem der Körper zerfallen war, wurde die Grube zugeschüttet. Der zweite Sensationsfund stellt die früheste bekannte Baby-Bestattung in Deutschland dar. Das komplette Grab wurde als Blockbergung gesichert und nach Berlin in die Werkstätten des Studiengangs Grabungstechnik und Feldarchäologie der Hochschule für Technik und Wirtschaft Berlin gebracht. Dort wird es weiter untersucht. 2019 ist eine Fortsetzung der Ausgrabungen vorgesehen.
Nach dem bisherigen Kenntnisstand stellen die Bestattungen die bisher ältesten Belege menschlicher Kultur in der Uckermark dar. Vermutlich handelt es sich um den ältesten Friedhof in Deutschland, ja sogar das älteste Gräberfeld Mitteleuropas. Die Bedeutung der Fundstelle ergibt sich auch dadurch, dass das Gräberfeld die Untersuchung der letzten Jäger und Sammler zu Beginn der neolithischen Revolution in Norddeutschland ermöglicht. Seit Januar 2018 wird durch eine Homepage sowie mit dem Maskottchen „Ucki“ auf die Einzigartigkeit der Funde für die regionale und europäische Vor- und Frühgeschichte hingewiesen.
Aus den nachfolgenden Jahrtausenden der Jungsteinzeit sowie der Bronze- und Eisenzeit hat sich zwischen Gerswalde und Groß-Fredenwalde ein Hügelgräberfeld erhalten. Vermutlich war die Gegend um Groß-Fredenwalde ebenso in den kommenden Jahrhunderten bis zum Ende der Germanenzeit im sechsten Jahrhundert n. Chr. besiedelt.

### Slawenzeit

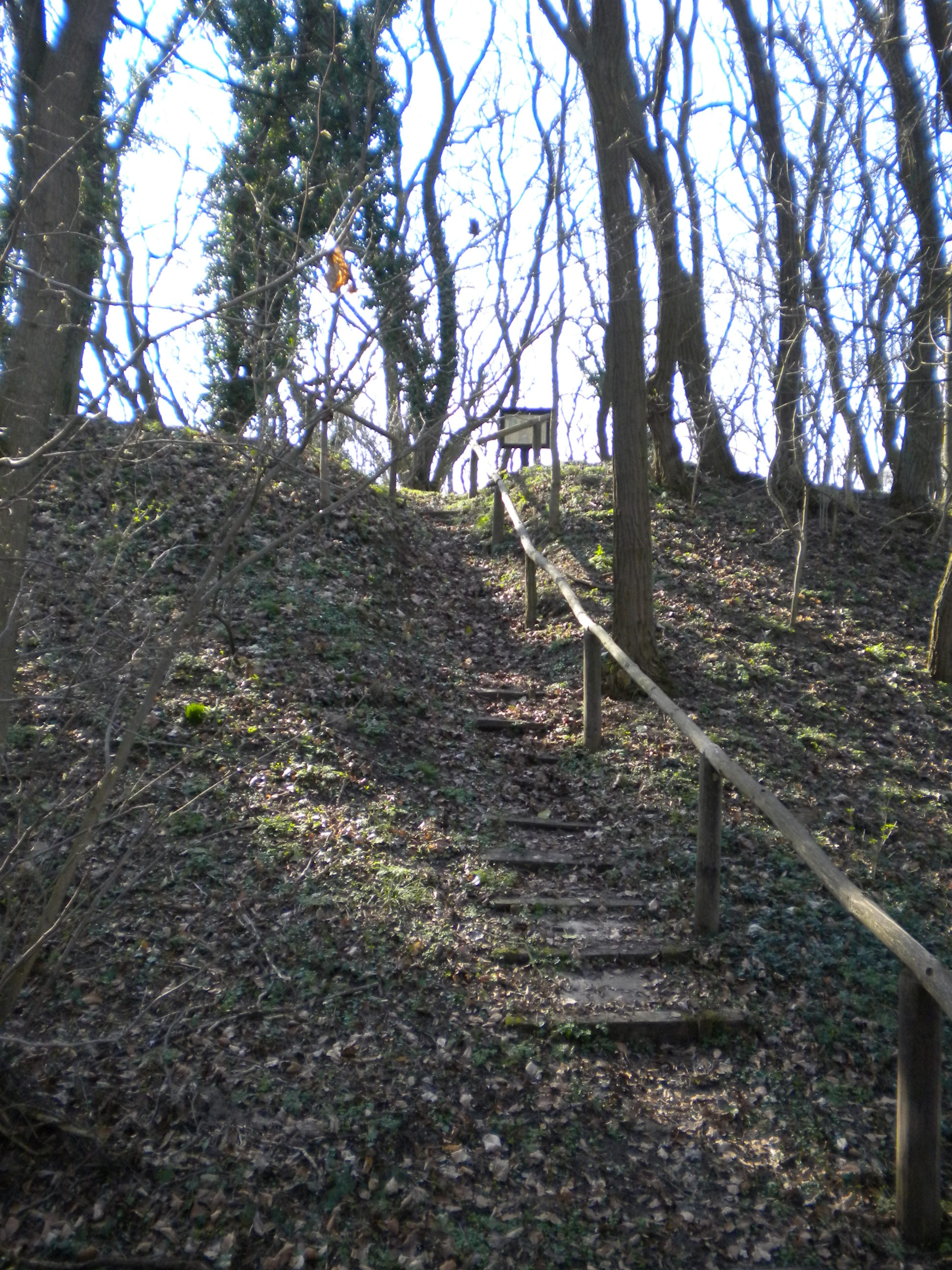
Aufstieg zum Wallberg in Groß Fredenwalde

Nach Abwanderung der Germanenstämme wurde ab dem 6. Jahrhundert in Groß-Fredenwalde auf dem späteren Wallberg eine slawische Siedlung errichtet. Ab dem achten Jahrhundert entstand hier auf einem künstlichen Plateau (75 × 100 m) eine slawische „Volksburg“. Diese diente als lokaler Schutz für die gleichzeitigen Handelsaktivitäten slawischer Kaufleute im hiesigen Raum. Vermutlich gab es zu diesem Zeitpunkt eine Art Wasserverbindung von Groß-Fredenwalde bis an die Ostsee. Bei einer Grabung um 1910 wurden mittelalterliche Handelswaren aus dem 10. Jahrhundert (zum Beispiel eine Hanseschale) gefunden. Diese Gegenstände überdauerten den Zweiten Weltkrieg nicht. Um das Jahr 1000 verließen die Slawen die befestigte Siedlung auf dem Wallberg. Die Gründe sind leider nicht bekannt.

### Mittelalter

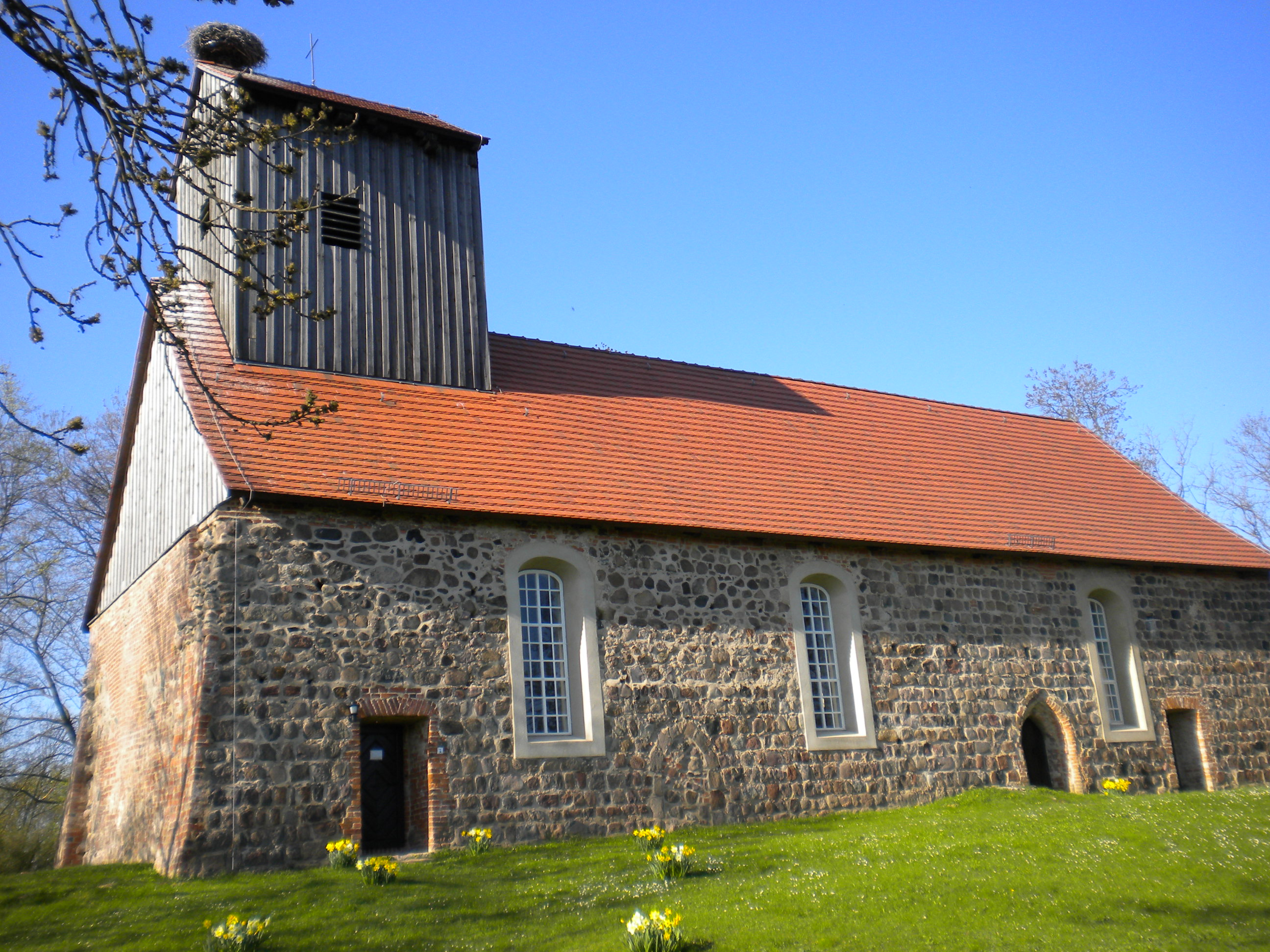
Die Kirche von Groß Fredenwalde im Frühjahr

Im zwölften Jahrhundert wurde im Rahmen der mittelalterlichen Ostsiedlung der Wallberg von Ministerialen der Markgrafen von Brandenburg und weiterer Siedler aus dem Westen wieder neu besiedelt. Es entstand eine vermutlich landesherrliche Burg zur Grenzsicherung Brandenburgs nach Pommern. 1269 erfolgte die erste urkundliche Erwähnung von Groß-Fredenwalde in der Stiftungsurkunde des Klosters Marienpforte mit „Alexander de Vredewolde“. In der folgenden Zeit gelangte Groß-Fredenwalde in den Besitz der Herren von Stegelitz. Diese förderten als sogenannte Lokatoren den Ort. Zur gleichen Zeit entstand eine Feldsteinkirche. Diese gehörte zu den wenigen Kirchen der Uckermark, die eine doppelte Pfarrhufenzahl besaßen. Dies bedeutete, dass die Möglichkeit bestand, pro Tag zwei heilige Messen abzuhalten. Ebenso entwickelte sich eine Marienwallfahrt, die bis zur Zeit der Reformation sehr beliebt war. Im 15. Jahrhundert wurde Groß-Fredenwalde als „oppidum“ (Städtchen) bezeichnet. Dies bedeutet, dass der Ort mittlerweile als Handelsstützpunkt zu Wohlstand gekommen war. Im 14. Jahrhundert wurde nach einem Brand die Burg auf dem Wallberg verlassen. Es entstand ein befestigtes Haus, das später im Stil der Renaissance umgestaltet wurde, an der Stelle des heutigen Gutshauses.

### Die Familie von Arnim
1498 erwarb Bernd II. von Arnim von den mit ihm stammesverwandten Herren von Stegelitz die Herrschaft Fredenwalde. Zu dieser Herrschaft gehörten unter anderen die Orte Götschendorf, Temmen, Milmersdorf, Sternhagen und Gollmitz. Unter den Söhnen Bernd II. wurde 1545 der gesamte nunmehrige Rittersitz aufgeteilt. 1621 starb der erste Familienzweig der von Arnims in Groß-Fredenwalde im Mannesstamm aus. Das Erbe traten ihre v. Arnimschen Vettern aus Götschendorf an.
Der Dreißigjährige Krieg hat auch die Uckermark nicht unbeschädigt gelassen. An seinem Ende war auch Groß-Fredenwalde stark zerstört. Kirche und Herrenhaus waren vermutlich Ruinen und der Ort war entvölkert.

#### Alexander Magnus von Arnim

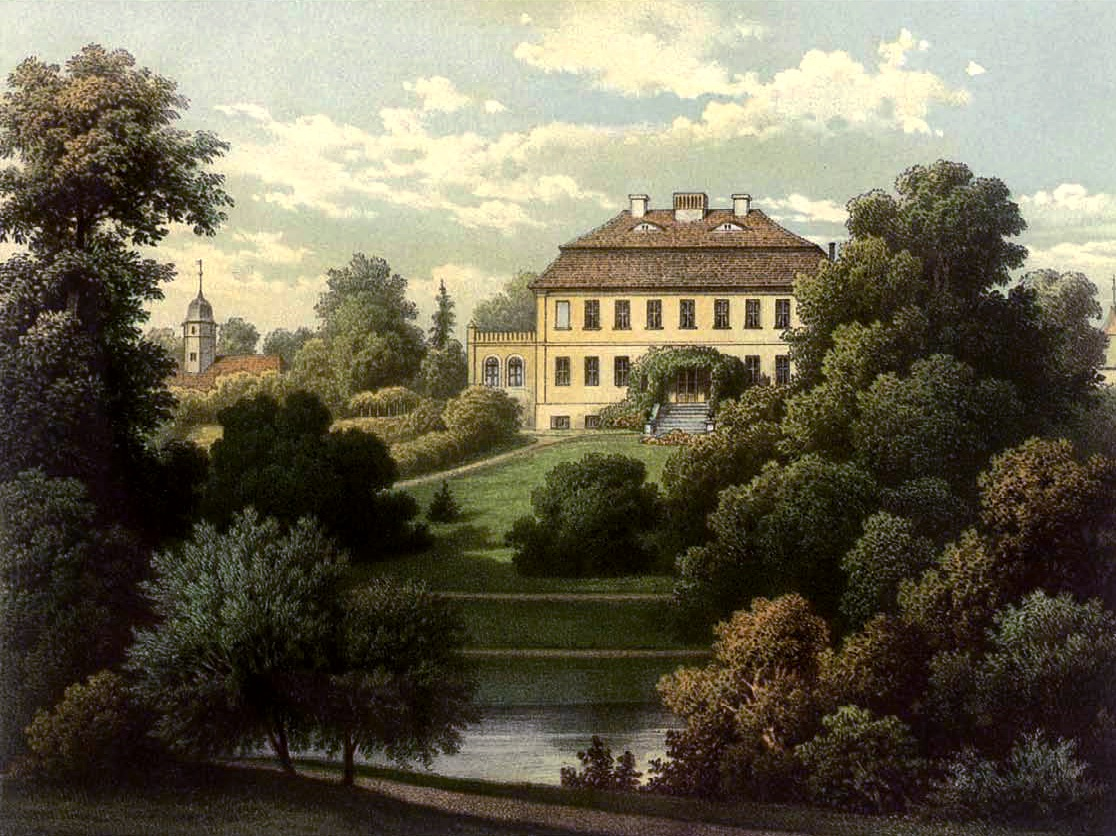
Das Gutshaus von Groß Fredenwalde im 19. Jahrhundert in der Sammlung Duncker

Mit Alexander I. Magnus von Arnim (1659–1727) kam es zu einer erneuten Blüte Groß-Fredenwaldes. Er errichtete das heutige Gutshaus an der Stelle des vormaligen Renaissance-Herrenhauses. Ebenso renovierte er die Kirche und gab ihr ein neues Inventar. Im Nachbarort Temmen begründete er mit Neu-Temmen eine Neuansiedlung mit Herrenhaus, das heute noch steht. Aus seiner Zeit stammt auch der Taufengel in der Kirche, der nach der Kirchenrenovierung seit 2009 wieder an seinen Platz kam. Als Alexander 1727 starb, hinterließ er seinen Erben ein Vermögen von mehr als 60.000 Reichstalern. Aus einem überkommenen Nachlassverzeichnis wissen wir, dass er Silberbestecke, ein Dresdener Kaffee- sowie ein (für den Export produziertes) japanisches Teeservice besaß. Hinzu kam noch eine Spieluhr, die alleine einen Wert von 60 Reichstalern besaß.
1714 führte er auf seinen Gütern lange vor der preußischen Krone die allgemeine Schulpflicht ein. Ganz ohne Probleme scheint dies aber nicht funktioniert zu haben. So wissen wir, dass er 1735 sich einer Forderung des Schulrektors stellen musste, er möge dafür sorgen, dass die Schulpflicht auf seinen Gütern ernster genommen würde.

### Spätes 18. Jahrhundert bis zur Wende 1990
Im späten 18. und im 19. Jahrhundert wurden von Fredenwalde aus die Dörfer Willmine und Klein Fredenwalde als eigenständige Gutsbetriebe (sogenannte Vorwerke) begründet. Zum Unterschied von Klein-Fredenwalde bürgerte sich der Name Groß-Fredenwalde ein.
Im Jahr 1847 starb der letzte männliche Nachkomme des Alexander Magnus. Erben wurden zum zweiten Mal in der Geschichte Groß-Fredenwaldes die von Arnims in Götschendorf. Bis 1945 war das Gut in ihrem Eigentum. Anfang 1945 floh die Familie von Arnim vor der heranrückenden Roten Armee. Anschließend wurde das Gut enteignet. Zu DDR-Zeiten wurde aus dem Gut ein VEG (volkseigenes Gut) gebildet. Die Bewohner von Groß-Fredenwalde fanden dort Arbeit.

## Groß-Fredenwalde heute
Die Wende 1990 beendete die Existenz des VEG. Die Beschäftigten gingen in Rente oder wurden arbeitslos. Nach der Wende erwarb der Sohn der letzten Eigentümers Fritz von Arnim, Alard von Arnim, das Herrenhaus. Nach seinem Tod 2014 wurde es 2015 verkauft.
Heute wird in Groß-Fredenwalde weiterhin Landwirtschaft betrieben. In den letzten 20 Jahren entstanden im Dorf neue Schwerpunkte wie die umweltpädagogische Station „Feld-, Wald und Wiesenschule“ im ehemaligen Schulhaus. Sie bietet Umweltbildung für Schulklassen, Kinder und Familien an. Neben einem Programm mit eigenen Angeboten können Schulen und andere Bildungseinrichtungen auch eigene Veranstaltungen im Umweltbereich durchführen. In der Radwandererherberge können Gruppen, Radfahrer, Wanderer und Naturinteressierte übernachten und die Schönheit der Landschaft erleben. 2013 wurde der Uckermärker Picknickkorb aus Groß-Fredenwalde mit dem 1. Preis des Tourismuspreises des Landes Brandenburg ausgezeichnet.

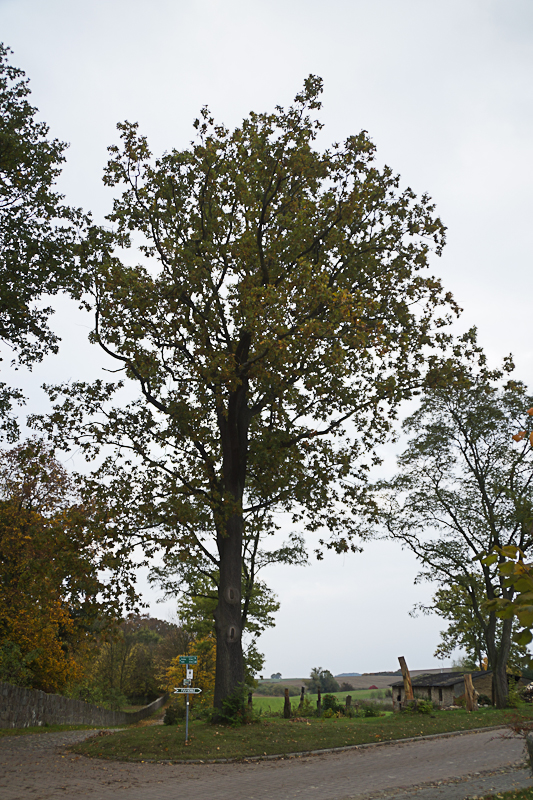
Luthereiche in Groß Fredenwalde in der Uckermark

An der Weggabelung nach Flieth und Stegelitz steht die am 10. November 1883 aus Anlass des 400. Geburtstags von Martin Luther gepflanzte Luthereiche. Der Platz wurde zeitgleich Luther-Platz getauft.

## Persönlichkeiten aus und in Groß-Fredenwalde
- Alexander Wilhelm von Arnim (1738–1809), preußischer Generalleutnant
- Hans von Arnim (1859–1931), Klassischer Philologe
- Eva von Arnim (1863–1938), Schriftstellerin
- Alard von Arnim (1943–2014), Politiker
- Inge Mahn (1943–2023), Bildhauerin